# 索塞古
索塞古是巴西帕拉伊巴州的一个市镇。总面积154.795平方公里，总人口2751人，人口密度17.8人/平方公里。